# Virgichneumon atricolor
Virgichneumon atricolor là một loài tò vò trong họ Ichneumonidae.